# Американский чешуйчатник
Американский чешуйчатник, или лепидосирен (лат. Lepidosiren paradoxa) — двоякодышащая рыба, единственный вид рода чешуйчатников (Lepidosiren) и семейства чешуйчатниковых (Lepidosirenidae) отряда двулёгочникообразных и единственный представитель двоякодышащих в Новом Свете.

## Внешний вид
По строению и образу жизни лепидосирен очень похож на африканских двоякодышащих — протоптеров, с которыми находится в родстве. Эта рыба имеет длинное, вальковатое тело, которое, по сравнению с протоптерами, ещё более вытянуто, так что лепидосирен напоминает угря. Жгутовидные парные плавники развиты слабее, чем у протоптеров (в них полностью исчезают боковые хрящевые опорные элементы) и укорочены. Хвостовой плавник копьевидный. Чешуя лепидосирена глубже запрятана в кожу и мельче, чем у протоптеров.
Чешуйчатник — довольно крупная рыба, достигающая в длину 125 см и веса несколько килограммов. Он окрашен в серовато-бурые тона с большими чёрными пятнами на спине. Молодь размером до 20 см имеет чёрно-фиолетовую окраску с частыми ярко-жёлтыми крапинами, но после достижения размера 20 см рыбы теряют жёлтый крап.

## Ареал и места обитания

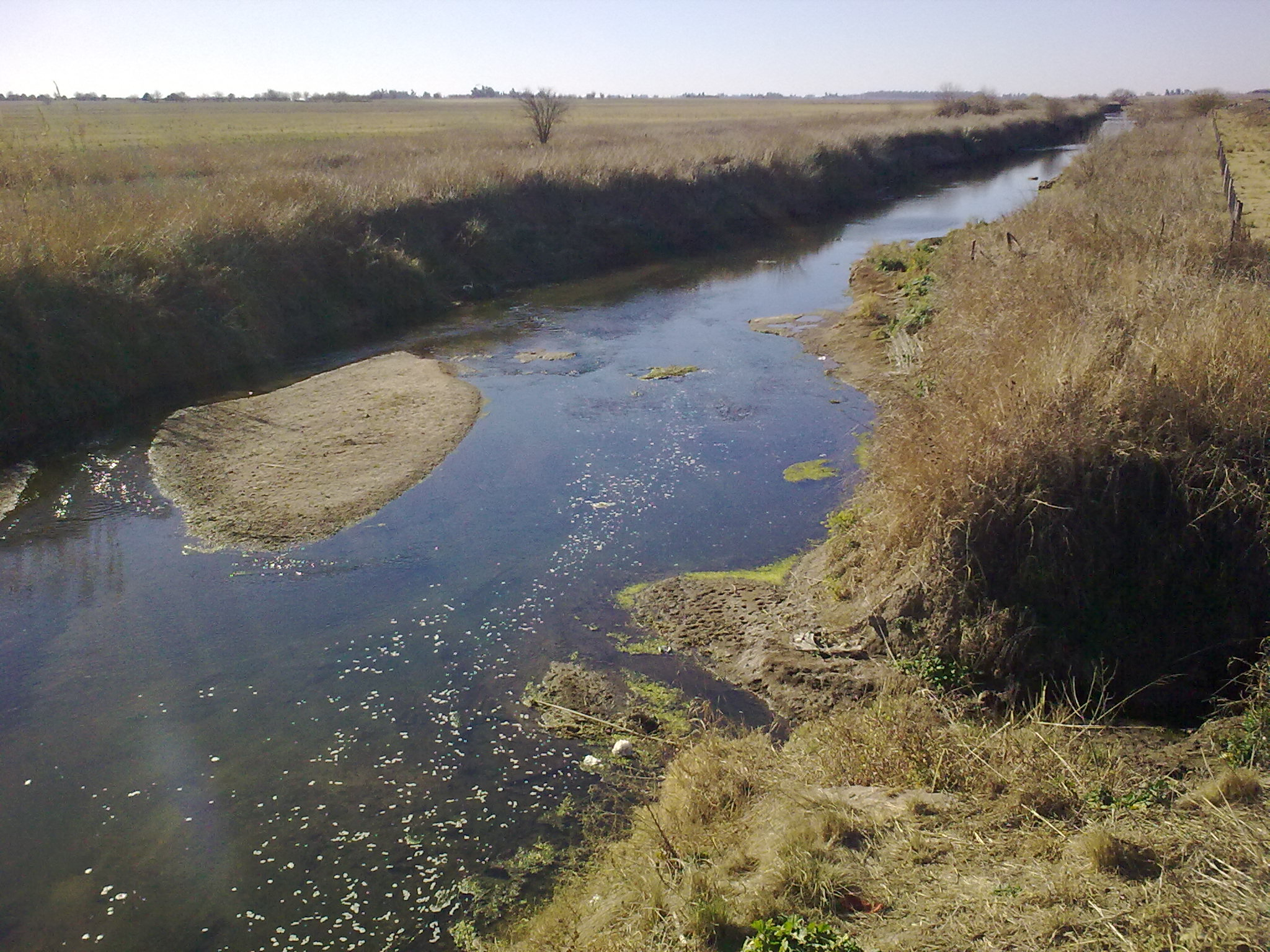
Типичный биотоп чешуйчатника — заболоченная, медленно текущая протока (Парагвай)

Чешуйчатник населяет центральную часть Южной Америки. Его ареал охватывает почти весь бассейн Амазонки и северных притоков Параны.
Особенно он многочислен в Гран-Чако — слабозаселённом регионе с полупустынным ландшафтом в бассейне Параны, административно разделённом между Боливией, Парагваем, Аргентиной и Бразилией.
Типичные места обитания чешуйчатника — водоёмы со стоячей водой, прежде всего, временные, пересыхающие и заболоченные, заросшие водной растительностью. В реках он встречается значительно реже, однако попадается в озёрах, в том числе наполненных водой круглый год.

## Образ жизни
Почти всё своё время чешуйчатник проводит на дне, где он или лежит неподвижно, или медленно ползает на брюхе среди густых зарослей. Время от времени он поднимается к поверхности для дыхания атмосферным воздухом. Сначала он высовывает рыло из воды и делает выдох. Затем на короткое время скрывается под водой и, снова выставив рыло, делает глубокий вдох. После этого рыба медленно погружается на дно, выпуская избыток воздуха через жаберные отверстия.
Питается чешуйчатник преимущественно различными водными беспозвоночными, причём из моллюсков отдаёт предпочтение крупным улиткам ампулляриям. Он пожирает и мелкую рыбу. По-видимому, растительная пища играет немалую роль в его рационе, особенно это касается молоди. Некоторые источники указывают на всеядность чешуйчатника. Добычу он не хватает, а засасывает. В аквариумах его пищей становятся практически любые живые существа, которых он в состоянии поймать.
По мере высыхания водоёма, когда слой воды становится совсем небольшим, чешуйчатник роет себе «спальное гнездо» и залегает в спячку, переходя полностью на дыхание атмосферным воздухом. В годы, обильные осадками, временные водоёмы часто не высыхают даже в период засухи, и рыба в спячку не впадает. Он не впадает в спячку и при жизни в постоянных водоёмах.

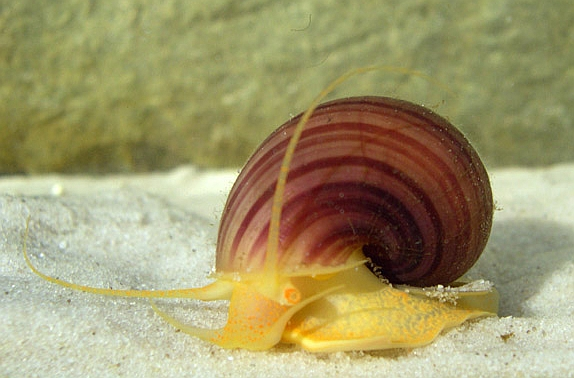
Улитка ампуллярия (Pomacea bridgesii) — излюбленный корм чешуйчатника

По своей форме «спальное гнездо» лепидосирена ничем не отличается от «спального гнезда» протоптера. Оно состоит из расширенной «спальни» и воздушной (входной) камеры, прикрытой сверху предохранительным колпачком. Помимо верхнего колпачка, в воздушной камере иногда имеется дополнительная пробка из грунта. Изредка встречаются гнёзда даже с двумя дополнительными пробками. Залёгший в «спальню» лепидосирен принимает точно такое же положение, как и его африканский родич протоптер — рыло всегда направлено вверх, а тело складывается пополам так, что изгиб приходится посредине между грудными и брюшными плавниками, иначе говоря, эти плавники оказываются рядом и на одном уровне. Сложенные передняя и задняя части тела очень тесно прижаты друг к другу, а уплощённый хвост перехлёстнут через верхнюю часть головы и столь же плотно прижат к спине. При этом нижняя кромка хвоста, полностью прикрывающего глаза, проходит вдоль края верхней челюсти, оставляя свободным слегка приоткрытый рот.
Однако, в отличие от протоптера, чешуйчатник, по-видимому, не способен образовывать кокон. Правда, ещё ни разу не удавалось обнаружить его гнездо в просохшем грунте: на уровне «спальни» грунт всегда остаётся влажным, и, как правило, в ней сохраняется вода, смешанная со слизью, выделяемой спящей рыбой. С началом периода дождей, когда пересохшие водоёмы заполняются водой, лепидосирен покидает своё «спальное гнездо» (причём делает он это столь же осторожно и осмотрительно, как и протоптер) и набрасывается на пищу, проявляя необычайную прожорливость. В отличие от протоптеров во время спячки чешуйчатник расходует не мышцы, а жир, который откладывается впрок в больших количествах в межмышечных тканях.
Не проходит и двух-трёх недель после окончания спячки, как лепидосирен уже приступает к размножению. Так же как и протоптер, к этому времени он роет выводковое гнездо, которое представляет собой довольно глубокую нору шириной 15—20 см с одним выходом, идущую обычно вертикально вниз и имеющую горизонтальное колено, которое заканчивается расширением. Обычно такие норы достигают в длину 60—80 см, но нередки случаи, когда они имеют в длину 1—1,5 м. Икринки диаметром 6,5—7,0 мм откладываются на отмершие листья и траву, которые специально затаскиваются в выводковую камеру.

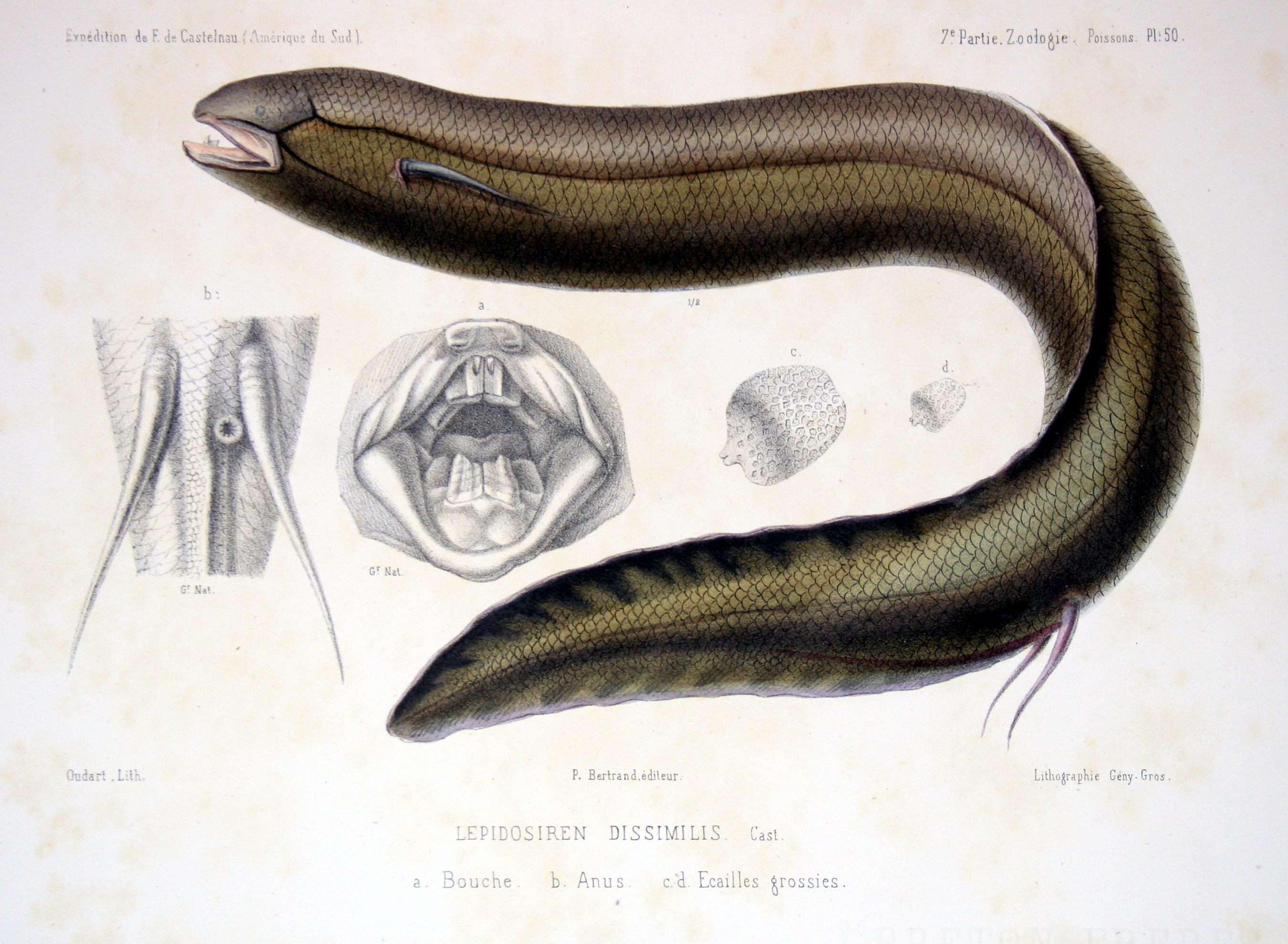
Изображение чешуйчатника 1856 года

Охрану гнезда и потомства берёт на себя самец. В период нереста у него на брюшных плавниках развиваются многочисленные ветвящиеся выросты длиной 5—8 см, пронизанные многочисленными кровеносными сосудами. Функциональное назначение этих образований не совсем ясно. Одни ихтиологи считают, что в период заботы о потомстве лепидосирен не использует лёгочного дыхания и эти выросты служат ему дополнительными наружными жабрами. Существует и противоположная точка зрения — поднявшись к поверхности и глотнув свежего воздуха, самец возвращается в нору и через капилляры на выростах отдаёт часть кислорода в воду, в которой развиваются икра и личинки. Как бы там ни было, после периода размножения эти выросты редуцируются и сохраняются только в виде небольших бугорков.
Слизь, покрывающая тело чешуйчатника, обладает коагулирующими свойствами и способна очищать воду от мути. Это благотворно сказывается на развитии икры и личинок. Личинки лепидосирена, так же как и личинки протоптеров, имеют наружные жабры и цементную железу, с помощью которой они подвешиваются в гнезде. Личинки растут довольно быстро: через два месяца после выклева, то есть к моменту рассасывания желточного мешка и перехода на активное питание, они достигают длины 55 мм. Однако дышать атмосферным воздухом личинки начинают ещё задолго до этого (при длине 32—40 мм), когда они ещё пребывают в гнезде под охраной самца. Наружные жабры исчезают у них вскоре после того, как они покидают гнездо. По окончании нереста лепидосирен продолжает усиленно отъедаться, восполняя потери, понесённые во время спячки и нереста, и создавая запасы жира на время предстоящей спячки.

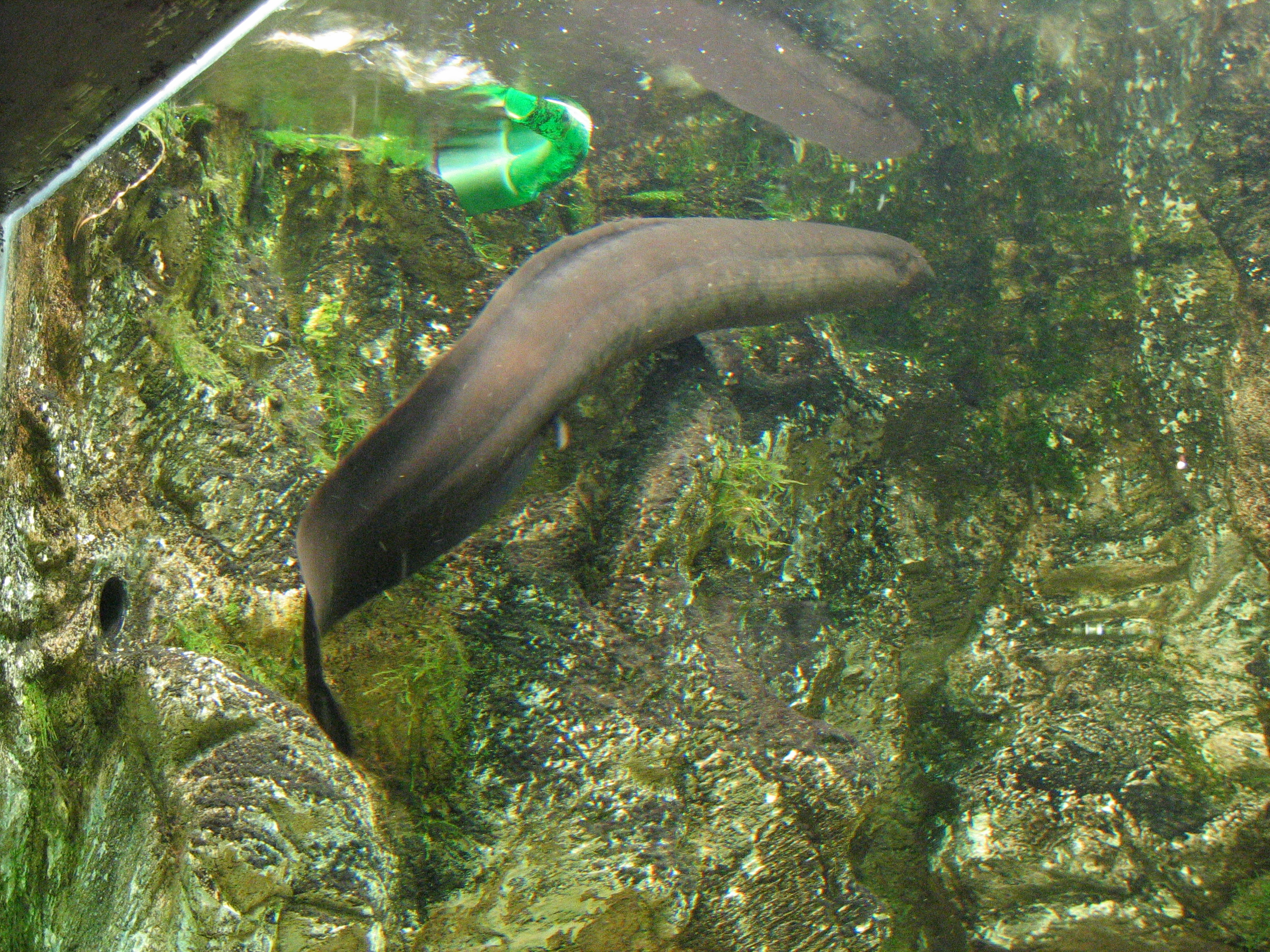
Чешуйчатник в аквариуме (Париж)

Имеются сведения, что чешуйчатник способен издавать звуки, напоминающие кошачье мяуканье.

## Чешуйчатник и человек
Чешуйчатника довольно часто содержат в аквариумах. В неволе взрослый чешуйчатник очень неприхотлив, миролюбив и легко уживается с другими рыбами достаточно крупного размера. Мальки, однако, весьма сложны для содержания, тугорослы и требуют особой заботы при адаптации и карантине. Чешуйчатника легко кормить — он поедает любые корма животного происхождения. В России опыт содержания чешуйчатников в аквариумах имеется с 1995 года.
Мясо чешуйчатника вкусное. В местах его обитания местное население издавна ловит эту рыбу.